# Olympische Hymne

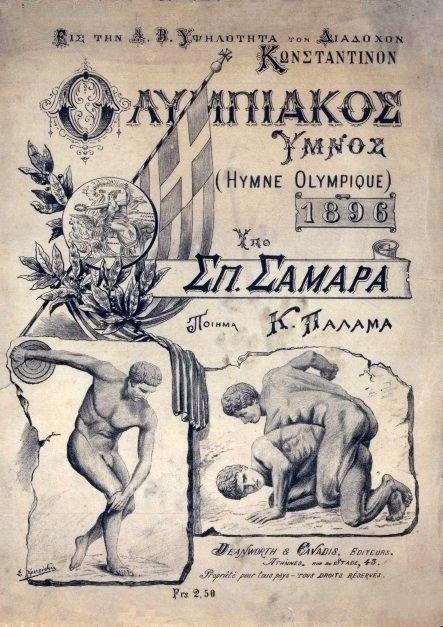
Titelblatt der Erstausgabe der olympischen Hymne, Fassung für dreistimmigen Chor und Klavier

Die olympische Hymne (griechisch Ολυμπιακός Ύμνος Olympiakos Ymnos) gehört zu den olympischen Symbolen. Die Melodie stammt von dem Komponisten Spyros Samaras, der Text von Kostis Palamas und wurde eigens für die 1. Olympischen Spiele der Neuzeit 1896 in Athen geschrieben. Sie ist die einzige offizielle olympische Festmusik und Bestandteil aller wichtigen Ereignisse der olympischen Bewegung.

## Geschichte
Die olympische Hymne wurde zum ersten Mal bei den Olympischen Sommerspielen 1896 in Athen gespielt.
Vor der eigentlichen Aufführung hatte Samaras im Januar 1896 die Hymne probeweise im Musikverein „Parnassos“ aufführen lassen und die Reaktionen des Publikums getestet. Samaras war ein Vertreter der Ionischen Schule und konnte in Athen gegen die Widerstände der von der deutschen Romantik beeinflussten Musikszene nicht Fuß fassen, lediglich die königliche Familie unterstützte ihn, daher ist die Hymne auch dem Kronprinzen Konstantin I. gewidmet. Der Originaltext wurde von Palamas in griechischer Sprache verfasst und war zwischenzeitlich leicht abgeändert. Das Originalmanuskript befindet sich im Archiv des IOC in Lausanne.
Es gab zwei Bestrebungen, andere Kompositionen zu offiziellen Hymnen erklären zu lassen, jene des Amerikaners Walter Bradley-Keeler mit einem Text gegen die Tyrannei, und eine von Richard Strauss zu den Olympischen Spielen 1936 in Berlin. Die ursprüngliche Hymne schien eher dem Wesen der Spiele zu entsprechen und so wurde 1958 die „Olympische Hymne“ vom IOC auch amtlich zur offiziellen Hymne erklärt. Seit den Olympischen Sommerspielen 1964 in Tokio wurde sie bei allen Olympischen Spielen aufgeführt.
Sie wird während der Eröffnungsfeier der Spiele beim Hissen der olympischen Flagge und in der Abschlussfeier bei der Einholung derselben gespielt und/oder gesungen. Gesungen wird der Text von einem Chor oder einem oder einer bekannten Künstler oder Künstlerin des Landes. In bisher drei Fällen wurde auf einen Chor verzichtet.
Nicht zu verwechseln ist die Olympische Hymne mit den kommerziellen Olympia-Songs, die keinen offiziellen Olympiastatus haben und vornehmlich der Vermarktung der jeweiligen Spiele dienen.

## Übersetzungen in Landessprachen (Auswahl)
Zu einigen Spielen wurde der Text in die jeweiligen Landessprache übersetzt:
- 1980 in Moskau auf Russisch
- 1984 in Los Angeles auf Englisch
- 1988 in Seoul auf Koreanisch
- 1992 in Barcelona auf Katalanisch, Spanisch und Französisch
- 1994 in Lillehammer auf Norwegisch
- 1998 in Nagano auf Japanisch.

Eine chinesische Version wurde vor den Olympischen Spielen in Peking komponiert, die Organisatoren entschlossen sich trotzdem für die Ursprungsversion.